# Ngawang Tenzin Norbu
Ngawang Tenzin Norbu tibétain : ངག་དབང་བསྟན་འཛིན་ནོར་བུ་, Wylie : ngag dbang bstan 'dzin nor bu), alias le 10e Dzatrul Rinpoché (1867-1940), l'un des principaux enseignants de Trulshik Rinpoché, connu pour ses commentaires sur les trente-sept pratiques des bodhisattvas . L'un des principaux disciples de Trulshik Dongak Lingpa,, il est devenu connu sous le nom de Bouddha de Dza Rongphu (tibétain : རྫ་རོང་ཕུ་, Wylie : rdza rong phu) après son lieu de résidence dans la haute vallée de la rivière Dzakar, le monastère de Rongpuk . C'est là qu'il entreprit une retraite et fonda le monastère de Dongak Zungjuk Ling en 1901 sur les pentes nord du mont Everest. Il a également étudié pendant de nombreuses années au monastère de Mindroling,.
En 1922, Ngawang Tenzin Norbu rencontra un groupe d'alpinistes dirigé par le général Charles Granville Bruce et écrivit plus tard sur la rencontre dans son autobiographie,.
Après sa mort, son corps a été enchâssé dans un étui en bois d'akaro. Il a ensuite été transporté du Tibet par Trulshik Rinpoché et les moines de Dza Rongphu lors de leur fuite en 1959. Le corps a été incinéré au monastère de Thangmé dans la région de Solu Khumbu au Népal,.